# Ronaldo Veitía Valdivié
Ronaldo Veitía Valdivié (Cotorro, 20 ottobre 1947 – L'Avana, 5 dicembre 2022) è stato un judoka e allenatore di judo cubano,  della nazionale femminile.
Come judoka fu campione nazionale nella categoria senior; si ritirò dall'agonismo nel 1973.
Laureato all'Instituto Superior de Cultura Física "Manuel Fajardo", era 8° Dan di judo.
Dal 1986 fu il capo allenatore della nazionale cubana femminile di judo. Come allenatore partecipà 6 volte alle Olimpiadi, facendo della nazionale cubana la seconda nazione più titolata nel judo femminile con 22 medaglie olimpiche (solo il Giappone ha fatto meglio). Allenò molte campionesse cubane che più volte raggiunsero i gradini più alti del podio, conquistando 50 medaglie nelle competizioni mondiali.